# Heterorotula multidentata
Heterorotula multidentata är en svampdjursart som först beskrevs av W. Weltner 1895.  Heterorotula multidentata ingår i släktet Heterorotula och familjen Spongillidae. Inga underarter finns listade i Catalogue of Life.